# Ctenopterella blechnoides
Ctenopterella blechnoides là một loài thực vật có mạch trong họ Polypodiaceae. Loài này được (Grev.) Parris mô tả khoa học đầu tiên năm 2007.